# Harry Browne
Harry Browne, född 17 juni 1933 i New York, död 1 mars 2006 i Franklin, Tennessee, var en amerikansk libertarian, politiker och aktieanalytiker. Han ställde upp i presidentvalet i USA som kandidat för det libertarianska partiet år 1996 och år 2000.